# Antonio Illanes

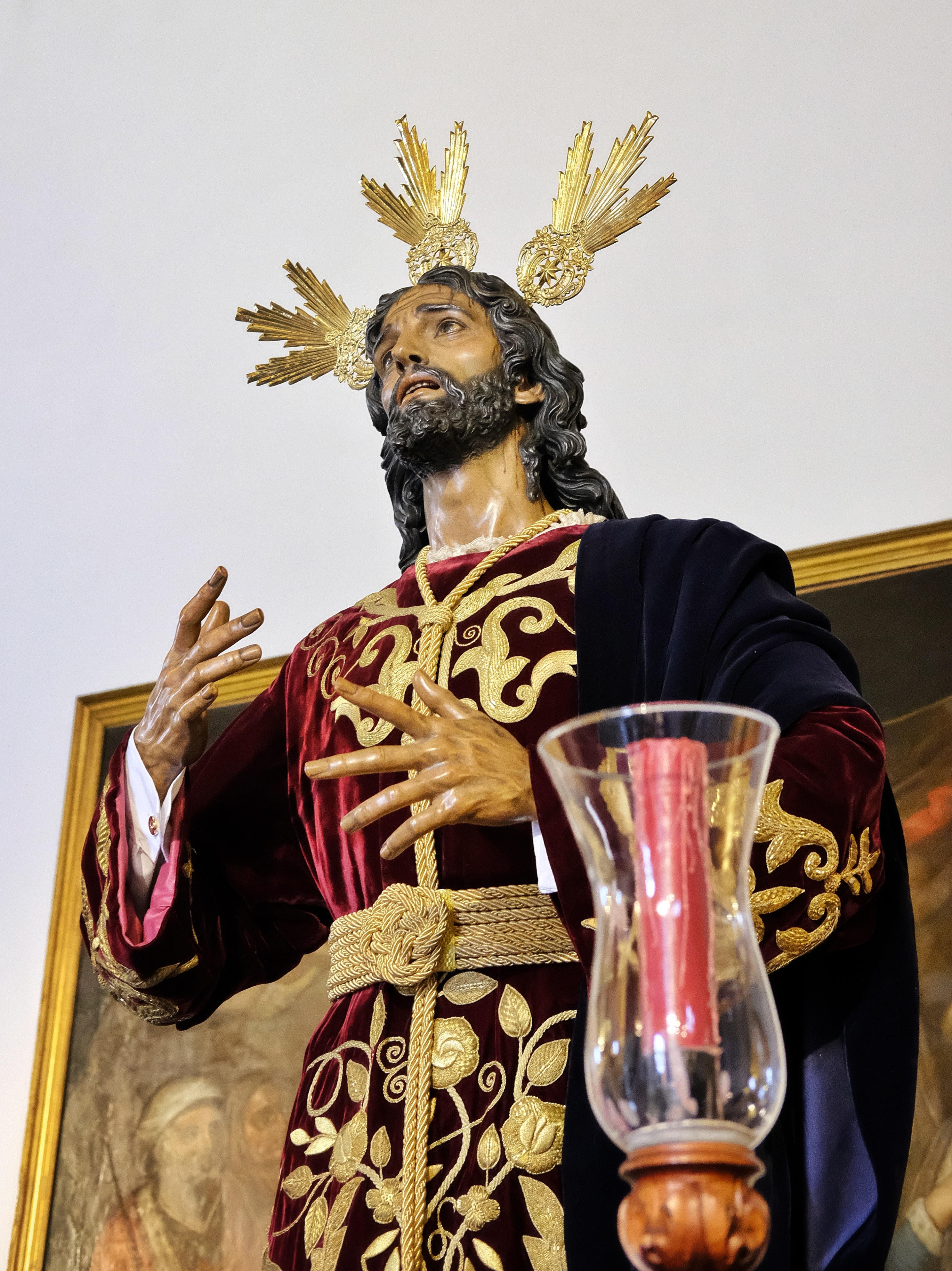
Cristo de la Victoria, obra de Antonio Illanes. Hermandad de la Paz (Sevilla)

Antonio Illanes Rodríguez (Umbrete, 9 de octubre de 1901-Sevilla, 2 de mayo de 1976) fue un escultor español especializado en imaginería religiosa.

## Biografía
Inició su formación artística en la Escuela de Artes y Oficios de Sevilla, donde estudio con Francisco Marco, a quien consideró su maestro siempre. Precisamente es una carta que dirige a su maestro Marco -y que publica Illanes en su libro "Del nuevo estudio"-, una de las fuentes más interesantes para comprender el credo artístico de este escultor y su rechazo a ciertas vanguardias. Posteriormente, completaría su formación mediante una beca en París. En 1929 el rey Alfonso XIII le impuso la Orden Civil como reconocimiento a la labor que desarrolló para la Exposición Iberoamericana de Sevilla (1929).
Entre otros galardones, obtuvo en 1942 el primer premio de la Exposición de Arte Sacro que se celebró en Madrid, por una talla de Jesucristo con la advocación de Cristo de las Aguas.
Muchos de sus trabajos más conocidos son imágenes religiosas de madera destinadas a hermandades de Semana Santa. Sin embargo también realizó esculturas sobre temas profanos. En 1960 inauguró una exposición en el Círculo de Bellas Artes de Madrid compuesta por 40 obras realizadas en diferentes materiales: Bronce, piedra, madera. La mayor parte sobre temas mitológicos o populares.
Fue académico de la Academia de Bellas Artes de Santa Isabel de Hungría (Sevilla).
Fue también autor de varios textos. Destacan sus libros "Del viejo estudio" y "Del nuevo estudio", publicados en vida del autor. Están escritos en forma de breves capítulos y en ellos narra sucesos y anécdotas de carácter autobiográfico, que nos permiten seguir su periplo vital, y acercarnos al ambiente cultural -principalmente al sevillano- del momento. Por estas páginas desfilan personajes muy célebres de los años 1940-1960, tanto españoles como extranjeros, pues el estudio de Illanes era un lugar al que acudían gentes muy variadas: Rita Hayworth, Banus, personajes de la nobleza local, poetas,...También Illanes escribió algunos artículos en prensa, de los que puede destacarse el dedicado a Antonio Susillo, a quien el escultor profesaba admiración
Tras la muerte del artista, fue editado de manera póstuma el libro "Sevilla y yo" por su viuda, Dª Isabel Salcedo.
Además de sus propios libros, existen varias fuentes importantes para conocer la vida y obra de Illanes. Destacan entre ellas el temprano libro de Ricardo Rufino, o la semblanza que Antonio de la Banda le dedicó tras su muerte.
El 2 de mayo de 1976, fallecía Antonio Illanes en Sevilla, a causa de una rápida enfermedad. Como curiosidad, el Santísimo Cristo de las Aguas de la Hermandad de las Aguas de Sevilla, que él talló, reside en la Capilla del Rosario, sita en calle Dos de mayo, fecha de su muerte.

## Obras principales
- Virgen del Carmen, El Viso del Alcor realizada en 1925
- Virgen de los Dolores, imagen perteneciente a la Hermandad "Venerable Cofradía y Antigua Orden Tercera Servita del Santísimo Cristo de la Sangre y María Santísima de los Dolores", Teba (Málaga), realizada en 1937.
- Imagen de Cristo para la Hermandad de La Lanzada (Sevilla) realizada en 1929 (primera obra de este autor para la Semana Santa sevillana).[7]
- Cristo de la Expiración de Morón de la Frontera, 1930.[8]
- Nuestra Señora de la esperanza de Morón de la Frontera, 1930
- Santísimo Cristo de la Vera Cruz de Tocina (Sevilla), 1937.[9][10]
- Nuestra Señora de la Paz para la Hermandad de La Paz (Sevilla) realizada en 1939.[11] Restaurada por Sebastián Santos.
- María Santísima de la Amargura, (Guadalcanal, Sevilla) .1943.
- Jesús Nazareno de la hermandad Nuestro Padre Jesús Nzareno de Moral de Calatrava 1940 en 1960.[8]
- Nuestro padre Jesús Nazareno y Nuestro Santísimo señor de la sangre de El Saucejo 1936; además de una Virgen de Gloria bajo la advocación de la Encarnación en 1942 para la aldea de Navarredonda.
- Nuestro Padre Jesús Cautivo en 1944 (Morón de la Frontera).

- Nuestro padre Jesús Nazareno para la Hermandad Nuestro Padre Jesús Nazareno Alcalá de Guadaíra (Sevilla) 1937.[12]
- Imagen de San Juan para la Hermandad Nuestro Padre Jesús Nazareno Alcalá de Guadaíra (Sevilla).
- Nuestro Padre Jesús del Gran Poder de Montellano (Sevilla) 1938.
- Nuestro Padre Jesús de las Penas para la Hermandad de San Roque (Sevilla), 1939.[13]
- Nuestro Padre Jesús Cautivo, Dos Hermanas (Sevilla), 1939.[14]
- Nuestro Padre Jesús del Gran Poder y Misericordia; Isla Cristina (Huelva) 1940.
- Nuestro Padre Jesús Nazareno Ubrique (Cádiz) 1940.
- Nuestro Padre Jesús de la Victoria para la Hermandad de la Paz(Sevilla), 1940.[11]
- María Santísima de la Esperanza Dos Hermanas (Sevilla), 1940.
- Jesús Nazareno para la Hermandad de Nuestro Padre Jesús Nazareno (Ciudad Real) en 1941.[15]
- Misterio completo del paso de Nuestro Padre Jesús de la Victoria. 1943-1944. Consta de cuatro imágenes de talla completa: dos sayones, un sanedrita y un romano.
- Cristo de las Aguas para la Hermandad de Las Aguas (Sevilla). Fue realizado en 1940 y sustituyó a una imagen anterior del mismo autor que desapareció en un incendio.[16]
- Virgen de las Tristezas para la Hermandad de Vera-Cruz (Sevilla) realizada en 1942.[17]
- Sagrado Corazón de Jesús, para la Cofradía del mismo nombre, del barrio sevillano de Nervión (1944)
- Nuestro Padre Jesús del Gran Poder de Andújar ( Jaén ).[18]
- Virgen de los Dolores, de Motril (Granada), realizada en 1952
- Virgen del Carmen de Villalba del Alcor, realizada en 1956.
- Monumento a Pastora Pavón (Niña de los Peines) realizado en 1968.[19]
- Jesús Nazareno para la Cofradía de Nuestro Padre Jesús Nazareno de Villanueva de los Infantes (Ciudad Real) del año 1969
- Imagen de Simón de Cirene para la Hermandad de San Roque (Sevilla), 1969.[13]
- Imagen de Ntra. Sra. de la Soledad para la Cofradía de Nuestro Padre Jesús Nazareno de Villanueva de los Infantes (Ciudad Real) en el año 1973, adquirida a su viuda por parte de la Cofradía en el año 1977.
- Virgen de la Guía para la Hermandad de La Lanzada (Sevilla) realizada en 1971.[7]
- Nuertro Padre Jesús Nazareno de Villalba del Alcor (Huelva).
- Nuestra Señora del Socorro de Villalba del Alcor (Huelva).
- Imagen de Santa Águeda que se encuentra en la ermita del mismo nombre situada en Villalba del Alcor (Huelva).
- Imágenes de Jesucristo, Poncio Pilatos y soldado romano para la Hermandad del Ecce Homo (Ciudad Real).
- Virgen de la Amargura de Pozoblanco (Córdoba).[8]
- Virgen de la Amargura de Aracena (Huelva).[8]
- María Santísima de la Paz, Hermandad de La Paz de Teba (Málaga). La imagen se encuentra en la iglesia de la Santa Cruz Real de la misma localidad . Hace su estación de penitencia el Jueves Santo por la tarde. (http://www.hermandaddelapaz.com/ )
- Virgen de Gracia y Esperanza (Aracena)
- Nuestra Señora de los Dolores de la Hermandad de la Humildad de Mairena del Alcor ( Sevilla )
- Nuestra Señora de la Amargura de Rota (Cádiz) del año 1962, para la Hermandad de Nuestro Padre Jesús Nazareno de Rota.